# Joseph Christophe
Joseph Christophe, né à Verdun en 1662 et mort à Paris le 29 mars 1748, est un peintre de genre et d'histoire français.

## Biographie
Frère du peintre ordinaire du duc Léopold, Claude Christophe, et élève de Bon Boullogne, Joseph Christophe obtient un premier prix de Rome en peinture en 1687, sur le thème Le Deluge Universel, il devient membre de l'académie royale de peinture et sculpture de Paris en 1702, avec Persée coupant la tête de Méduse avec l'aide de Pallas. 
Les peintres Claude Christophe et Hubert Drouais font son portrait, celui de Claude Christophe est conservé au musée de la Princerie de Verdun, celui d'Hubert Drouais a été interprété en gravure par Louis Surugue.
Il a peint La multiplication des pains, May de Notre-Dame 1696, œuvre perdue.

## Œuvres dans les musées
- La tasse de thé, musée du Louvre, département des Arts graphiques[3]
- Baptême du grand dauphin, fils de Louis XIV, dans la cour du château vieux de Saint-Germain-en-Laye - 24 mars 1668, musée national des châteaux de Versailles et de Trianon[4]
- Persée et Méduse, musée national des châteaux de Versailles et de Trianon[5]
- vers 1690-1700 - L'Adoration des Mages, musée des Beaux-Arts de Dole[6],[7]